# Chorwon
Chorwon (Hán Việt: Thiết Nguyên) là một huyện thuộc tỉnh Kangwon tại Cộng hòa Dân chủ Nhân dân Triều Tiên. Một phần lãnh thổ của huyện cùng với huyện Cheorwon tại Hàn Quốc từng là một đơn vị duy nhất; nhiều phần lãnh thổ của huyện hiện nay được cắt từ các huyện khác vào năm 1956.
Huyện có địa hình đồi núi ở phía bắc, nhưng dần bằng phẳng hơn ở phía nam. Dãy núi Masikryong chạy ngang huyện với điểm cao nhất là Taewangdoksan (대왕덕산). Dòng sông chính là Rimjin. Xấp xỉ 54% diện tích huyện là đất rừng.
Ngành kinh tế chính của huyện là nông nghiệp. Các loại ngũ cốc chính bao gồm ngô, đậu tương, lúa mì và lúa mạch. Ngoài ra, trên địa bàn còn có ngành khai mỏ, nuôi tằm và trồng cây ăn quả. Huyện cũng có các tài nguyên quặng sắt, than đá, man-hê-tít và mangan.
Năm 2008, dân số toàn huyện Chorwon là 62.418 người (29.483 nam và 32.935 nữ), trong đó, dân cư đô thị là 13.461 người (21,6%) và dân số nông thôn là 48.957 người (78,4%).